# Parawolframato de amonio
El parawolfratato de amonio es una sal cristalina blanca de amonio y wolframio, con la fórmula química (NH4 )10[H2 W12 O42] • 4H2O.
En el parawolfratato de amonio se produce la separación del wolframio de su mineral. Una vez que el parawolfratato de amonio se prepara, se calienta a su temperatura de descomposición, 600 °C, produciendo WO3, wolframio (VI). A continuación, el óxido se calienta en una atmósfera de hidrógeno, reduciendo el wolframio a polvo elemental, dejando vapor de agua. A partir de ahí, el polvo de wolframio se pueden sintetizar en cualquier número de cosas, a partir de alambre a las barras a otras formas.

## Estructura
Antes de 1930, había cierta controversia sobre la composición exacta de la sal, y se propusieron dos: (NH4)10W12O41 y (NH4)6W7O24. O.W. Gibbs comentó al respecto:
"Los volframatos alcalinos son sales numerosas e inusualmente complejas de formul esencialmente diferente;. El real es tan cercano en la composición porcentual, que las diferencias se encuentran muy cerca de los errores inevitables de los análisis. Los análisis son apenas lo suficientemente precisos para dilucidar la cuestión sobre bases puramente analíticas. ".
En la literatura posterior a la Segunda Guerra Mundial, el anión en (NH4)10(W12O41)·5H2O ha resultado ser [H2 W 12 O42 ]10- - , que contiene dos átomos de hidrógeno, manteniendo dos átomos de hidrógeno dentro de la jaula. La jaula de tungsteno-oxígeno, es el corazón del anión requiere 42 moléculas de oxígeno. La notación de la fórmula correcta para paratungstato de amonio es por lo tanto, (NH4)10[H2W12O42]·4H2O. El ion [H2W12O42]10-- recibe el nombre de ion paratungstato B, en oposición al ion paratungstato A, que tiene la fórmula [W7O24]6-- , similar a la ion paramolibdato. Sin embargo La existencia del ion paratungstato A, no ha podido ser confirmada mediante espectroscopia de RMN.

## Síntesis
Cuando se mezcal una solución amoniacal concentrando con ácido wolfrámico (es decir WO3 hidratado) se obtiene parawolfratato de amonio. Cuando la temperatura de la solución está por debajo de 50 °C, se forma henahidrato, mientras que por encima de 50 °C, se forma pentahidrato o heptahidrato. El primero cristaliza como placas o prismas triclínico, mientras que los otros forman agujas pseudorombides.
Si se emplea WO3 calcinado, es aconsejable el reflujo de la solución de amoniaco para acelerar la disolución del óxido.